# Geoffrey de Havilland
Sir Geoffrey de Havilland (* 27. Juli 1882 in Haslemere, Surrey; † 21. Mai 1965 in Watford) war ein britischer Flugpionier und Konstrukteur. 

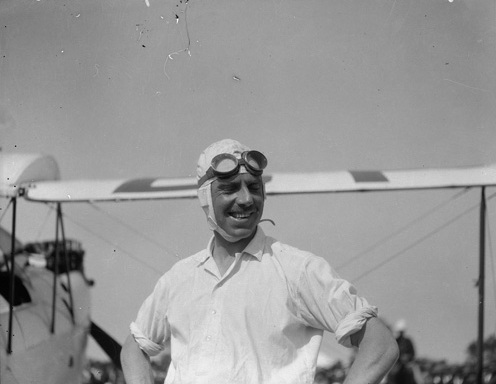
De Havilland in Perth 1929

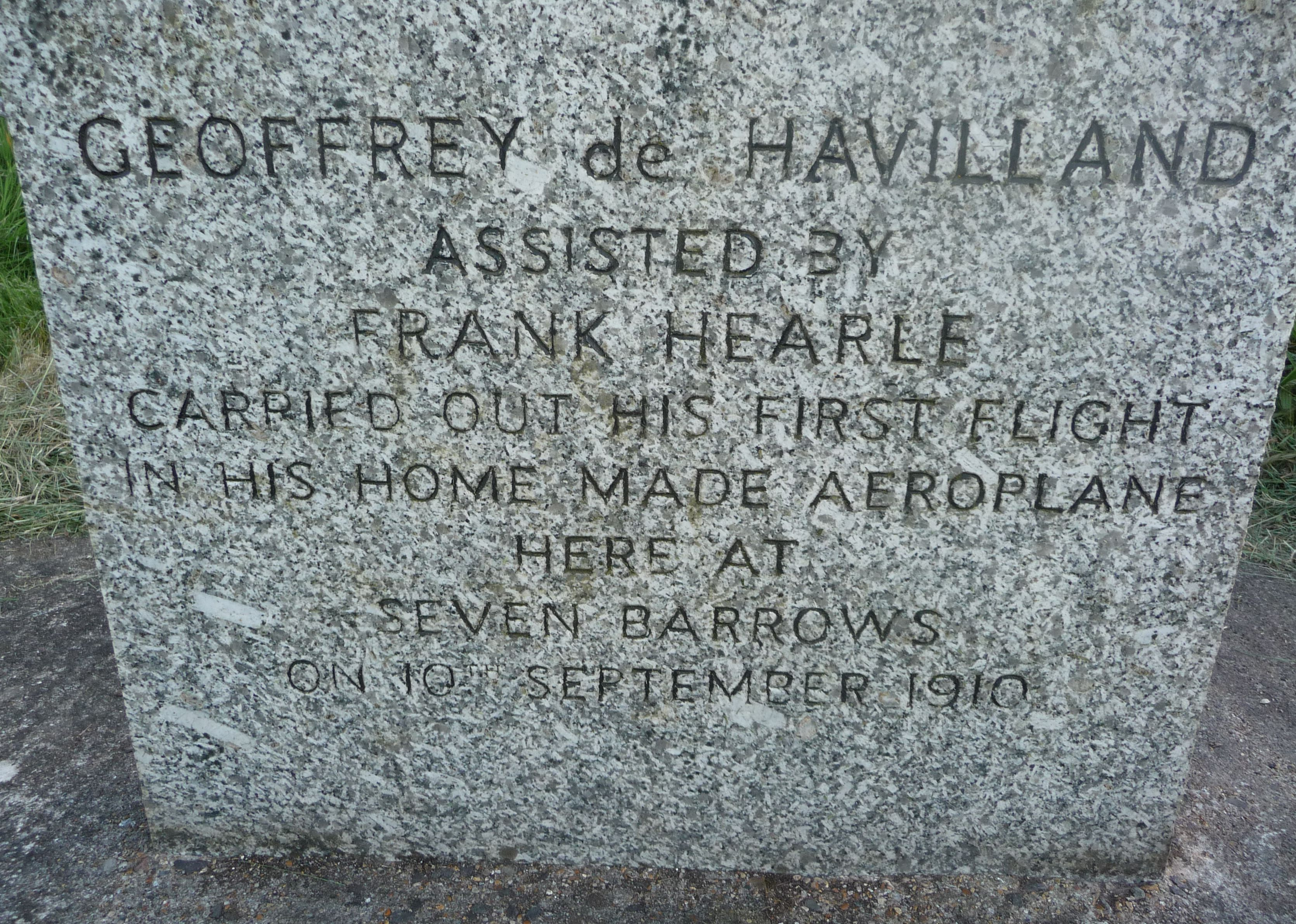
Gedenkstein am Beacon Hill Hillfort für den ersten Flug

## Leben
Geoffrey de Havilland war ein Sohn des anglikanischen Pastors (curate) Charles de Havilland und ein Cousin von Walter Augustus de Havilland, dem Vater der Schauspielerinnen Olivia de Havilland und Joan Fontaine. Nach dem Abschluss der Ingenieursschule interessierte sich de Havilland zunächst für den Bau von Autos und Motorrädern. Nach seiner Heirat 1907 mit Louise und einem Geschenk in Höhe von 1.000 Pfund seitens seines Großvaters – das entspricht etwa 121.000 britischen Pfund im Jahr 2019 – widmete er sich jedoch bis zu seinem Tode nur noch der Entwicklung, dem Bau und dem Fliegen von Flugzeugen.
Sein erster Entwurf, den er 1908 begann und zusammen mit seiner Frau und Frank Hearle baute, wurde im Dezember 1909 bei seinem Erstflug in Seven Barrows in der Nähe von Litchfield (Hampshire) zerstört. Durch Versuch und Irrtum brachte er sich das Fliegen letztlich selbst bei und war Schüler von Hilda Hewlett in ihrer Flugschule in Brooklands. Sein zweiter Entwurf, die F.E.1, war erfolgreich und wurde durch das britische Kriegsministerium gekauft.
Er war zunächst bei der HM Balloon Factory (später als Royal Aircraft Factory bekannt) in Farnborough beschäftigt, wo er das Standardflugzeug der britischen Luftwaffe zu Beginn des Ersten Weltkrieges, die B.E.2, schuf. Er wechselte 1914 zu Airco, wo er erfolgreiche Fronteinsatzflugzeuge wie die Airco DH.2 oder die Airco DH.4 konstruierte. Er selbst wurde Cheftestpilot und flog alle neuen Modelle selbst ein. Nach dem Krieg übernahm er 1920 Airco und nannte sie in De Havilland Aircraft Company um.
In den 1920er-Jahren errangen einige seiner Konstruktionen, etwa die de Havilland DH.71 Tiger Moth, mehrere Weltrekorde. Die Moth-Serie wurde weltberühmt, und unzählige Piloten auf der ganzen Welt haben mit ihr das Fliegen gelernt; etliche dieser Maschinen fliegen noch heute.
Während des Zweiten Weltkrieges wurde besonders die de Havilland DH.98 Mosquito berühmt. Aufgrund seiner Leistungen und Verdienste wurde de Havilland 1944 zum Knight Bachelor („Sir“) geschlagen.
Zwei seiner drei Söhne wurden in dieser Zeit durch Flugzeugabstürze in Flugzeugen der Firma De Havilland Aircraft Company getötet, der erste, John, noch im Krieg 1944 auf einem Testflug in einer Mosquito, der zweite, Geoffrey de Havilland Junior, 1946 in einer De Havilland DH.108 Swallow bei dem Versuch, als erster Pilot die Schallmauer zu durchbrechen. Seine erste Frau Louise starb kurz darauf an Krebs, 1951 heiratete de Havilland erneut.
Anfang der 1950er Jahre brachte de Havilland das erste strahlgetriebene Verkehrsflugzeug der Welt heraus – die Comet. Die ersten Flugzeuge dieses Typs stürzten allerdings aus zunächst ungeklärter Ursache ab, weshalb der Betrieb dieser Flugzeuge untersagt wurde. Nachdem Materialermüdung der Druckkabine schließlich als Ursache ermittelt werden konnte, konnten auch verbesserte Nachfolgemodelle nicht mehr verkauft werden.
Nach dem Desaster mit der Comet wurde de Havillands Firma 1959 durch Hawker Siddeley übernommen. Sir Geoffrey de Havilland war bis dahin Firmenchef gewesen. Ihm zu Ehren trägt der Havilland Point, eine Landspitze in der Antarktis, seinen Namen.